# Gömör és Kishont vármegye

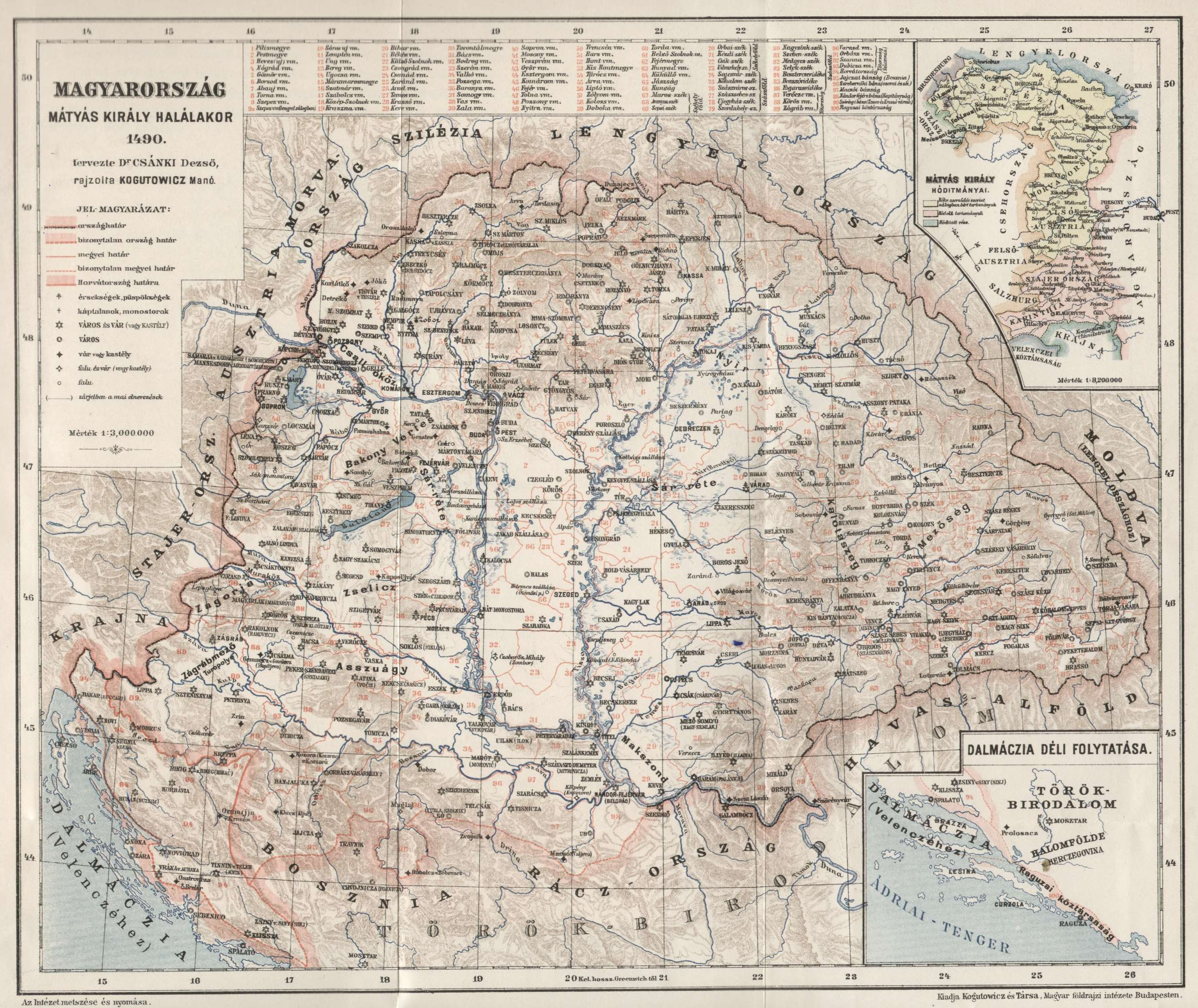
Csánki Dezső–Kogutowicz Manó: Magyarország Mátyás király halálakor

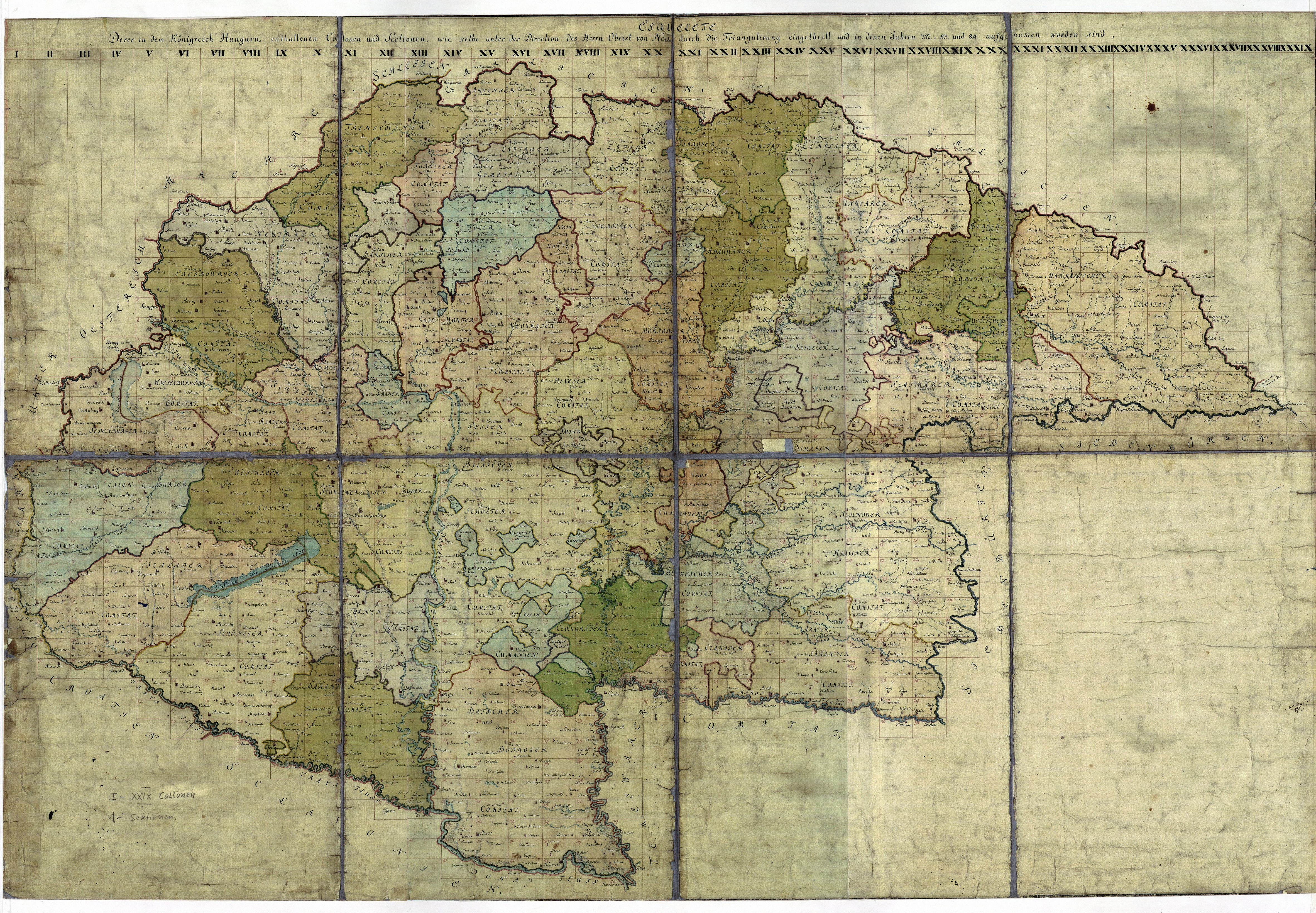
Kis-Hont vármegye az első katonai felmérés térképén

Gömör és Kis-Hont vármegye (latinul Geomoriensis et Kishonthensis, németül Gemer und Kleinhont, szlovákul Gemer a Malohont) közigazgatási egység volt a Magyar Királyság területén 1802-től kezdve, amikor Gömör vármegye egyesült a Kis-Honti kerülettel. Területén jelenleg Szlovákia és Magyarország osztozik. Az elcsatolt rész nagyobbik hányada a Besztercebányai, kisebbik hányada a Kassai, egy községe pedig (Vernár) az Eperjesi kerülethez tartozik; a Magyarországon maradt részt (Putnoki járás) Borsod-Abaúj-Zemplén megyéhez csatolták.
A vármegye neve – nyilván bonyolultsága miatt – számtalan alakban fordul elő, azonban a hivatalos elnevezés eredetileg Gömör és Kis-Hont volt, a két világháború közötti időszakban pedig Gömör és Kishont ill. Gömör–Kishont.

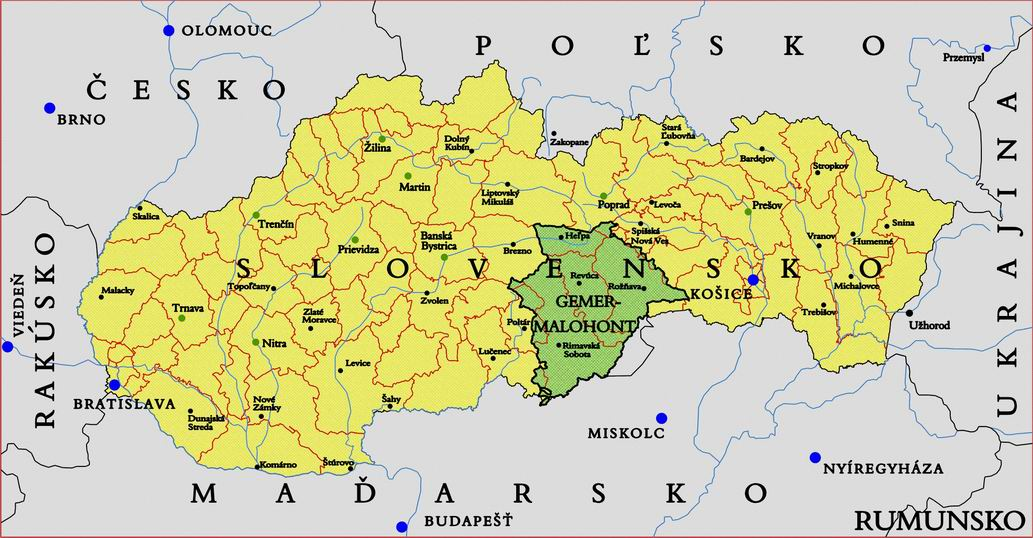
Gömör és Kis-Hont vármegye fekvése Szlovákián belül

## Földrajz
Északról Liptó vármegye és Szepes vármegye, keletről Abaúj-Torna vármegye, délről Borsod vármegye és Heves vármegye, nyugatról pedig Nográd vármegye és Zólyom vármegye határolta.  
A Gömör–Szepesi-érchegységben (szlovákul: Slovenské rudohorie) terült el, nagyjából a mostani magyar-szlovák határvidéken, Poltár, Rozsnyó és az Alacsony-Tátra (Nízke Tatry) alkotta háromszögben. A megyén átfolyt a Sajó. Területe kb. 4289 km² volt 1910 környékén.

## Lakosság
1910-ben 109 994[forrás?] fő volt a vármegye lakossága, ebből:
- magyar: (58,47%)
- szlovák: (38,4%)
- német: (1,55%)

- katolikus: 79 838 (43,4%)
- evangélikus: 59 459 (32,4%)
- református: 34 707 (18,9%)
- zsidó: 5339 (2,9%)

## Székhelyek
Gömör vármegye székhelye Gömör, illetve a gömöri vár volt, a 18. század elejétől pedig Pelsőc. Miután Kis-Honttal egyesült a vármegye, székhelye Rimaszombat.

## Történelem
Gömör (népiesen Gömörország) a Magyar Királyság egyik legrégibb vármegyéje volt. Kis-Hont, mely Hont vármegyének Tiszolc és Rimaszombat között fekvő, Nógrád, Gömör és Zólyom vármegyék közé ékelődő exklávéja volt, csak 1786–1802 környékén csatlakozott hozzá, attól kezdve a vármegye neve Gömör és Kis-Hont.
1920-ban a trianoni békeszerződés alapján a megye legnagyobb része az újonnan alakult Csehszlovákia része lett, kivéve egy kis területet Putnok környékén, mely a székhelye is volt e rövid időre, és néhány települést a Feledi járásból a vármegye legdélibb részéből. 1923-ban a csonka megyét összevonták Borsoddal Borsod, Gömör és Kishont közigazgatásilag egyelőre egyesített vármegye néven.
1938-ban a megye legnagyobb részét ismét Magyarországhoz csatolták az I. bécsi döntéssel. Ekkor az önálló Gömör és Kishont, illetve Borsod vármegyék újraalakultak, 1945-ben azonban ismét egyesültek, immár nem csak ideiglenesen, Borsod-Gömör megyeként. Ez a rövid életű megye azután az 1950-es megyerendezés során egyesült Abaújjal és Zemplénnel, így jött létre a mai Borsod-Abaúj-Zemplén megye.
1993-ban Csehszlovákia felbomlásával Gömör és Kis-Hont csehszlovákiai része Szlovákiához került. Szlovákiai részei az 1996-os közigazgatási reform óta a Kassai kerülethez és a Besztercebányai kerülethez tartoznak.
A Gömör nevet Magyarországon már csak egyetlen kis falu, Gömörszőlős őrzi nevében, Szlovákiában több település is.

## Közigazgatás

### Járási beosztás
1886-tól, amikor a vármegyéknek törvény írta elő, hogy állandó járási székhelyeket jelöljenek ki, a vármegye járási beosztása az alábbiak szerint alakult (zárójelben a járás székhelye):
- Nagyrőcei járás (Jolsva)
- Rimaszécsi járás (Feled, neve 1912-től Feledi járás)
- Rozsnyói járás (Rozsnyó)
- Rimaszombati járás (Nyustya)
- Tornaljai járás (Tornalja)
- Garamvölgyi járás (Királyhegyalja, de a szolgabírói hivatal a községhez tartozó Nándorvölgy telepen volt, 1900-ban alakult)
- Ratkói járás (Ratkó, 1909-ben alakult)
- Putnoki járás (Putnok, 1910-ben alakult)

### Városok
Az 1871. évi községi törvény alapján a megyében öt rendezett tanácsú város alakult, melyek ma mind Szlovákiához tartoznak, és ezek köre nem változott a későbbi évtizedekben sem:
- Dobsina
- Jolsva
- Nagyrőce
- Rimaszombat
- Rozsnyó